# Patricia Lake
Patricia Lake är en sjö i Kanada.   Den ligger i provinsen Alberta, i den centrala delen av landet, 3 100 km väster om huvudstaden Ottawa. Patricia Lake ligger 1 176 meter över havet. Arean är 0,53 kvadratkilometer.Den sträcker sig 1,2 kilometer i nord-sydlig riktning, och 1,6 kilometer i öst-västlig riktning.
I omgivningarna runt Patricia Lake växer i huvudsak barrskog. Runt Patricia Lake är det mycket glesbefolkat, med 5 invånare per kvadratkilometer.